# Отверженные (фильм, 1998)
«Отверженные» (фр. Les Misérables) — экранизация одноимённого романа Виктора Гюго датским режиссёром Билле Аугустом.

## Сюжет
1814 год. Франция. Проведя на каменоломнях девятнадцать трудных лет, выходит на свободу бывший каторжник Жан Вальжан (Лиам Нисон), приговоренный в 1795 году к тюремному заключению за кражу хлеба. Суровая действительность каторжной жизни и долгие годы, проведённые на каторге, где человек человеку — волк, порождают в нём недоверие и ненависть к окружающему его миру. С клеймом каторжника, безграмотный и без профессионального умения и опыта человек средних лет не внушает работодателям городишка Динь, куда он прибывает после освобождения, достаточного доверия для его трудоустройства. Епископ принял его, несмотря на его прошлое. Однако, ночью, проснувшись от кошмарного сна, Жан Вальжан решает украсть столовое серебро епископа. Случайно заставшего его во время кражи, епископа он, ударом в голову, валит с ног и убегает прочь с украденным серебром. Однако, полиция ловит преступника и приводит его к епископу. Однако епископ говорит полиции, что серебро было подарено им Жану Вальжану, что заставляет бывшего преступника по-иному взглянуть на жизнь.
1822 год. После смерти Фантины (Ума Турман), женщины, за судьбу которой Жан Вальжан считал себя в ответе, единственным близким ему человеком остается её дочь Козетта. Ради счастья девочки Жан готов на все. Инспектор парижской полиции Жавер (Джеффри Раш) считает его поимку делом всей своей жизни.
1832 год. Похороны Ламарка и события Июньского восстания.

## В ролях
- Лиам Нисон — Жан Вальжан
- Джон Кенни — Тенардье
- Джеффри Раш — инспектор Жавер
- Ума Турман — Фантина
- Клер Дэйнс — Козетта
- Ханс Мэтисон — Мариус Понмерси
- Рейне Бринолфссон — капитан Бове
- Питер Вон — епископ
- Кэтлин Байрон — Мать-настоятельница
- Дэвид Биркин — Курфейрак
- Бен Кромптон — Грантэр
- Джиллиан Ханна — мадам Тенардье
- Шейн Херви — Гаврош
- Ленни Джеймс — Анжольрас